# Ögödej mongol nagykán
Ögödej nagykán (1186 vagy 1189 – 1241. december 11.) Dzsingisz nagykán harmadik fiaként a Mongol Birodalom második nagykánja volt 1229-től haláláig. Folytatta a birodalom határainak kiterjesztését, melyet apja kezdett el. Mint Dzsingisz idősebb fiai, ő is kiemelten vett részt a nyugat-kínai és kelet-ázsiai hódításokban.

## Háttér
Ögödej Dzsingisz kán harmadik fia volt, és már gyerekkorától fogva kedvencének számított. Felnőttként rendkívül karizmatikus volt, ismert képessége volt, hogy bárki kétkedőt meg tudott győzni egyszerűen személyisége erejénél fogva. Nagy termetű, vidám ember volt, aki élvezte az életet. Bár apjához képest kevésbé volt iskolázott, és nem vetette meg az italt sem, mindezek ellenére intelligens és szilárd ember volt. Elismertsége főleg annak köszönhető, hogy sikerrel vitte tovább a Mongol Birodalmat azon az úton, melyen apja indult el.
Ögödej szerény volt, aki ismerte képességei határait, nem tartotta magát különösképp tehetségesnek, meghallgatta és megfogadta apja hadvezéreinek tanácsait, mint ahogy azokat is, akiket a leginkább hozzáértőknek ítélt meg. Mint minden mongolt ez időkben, gyerekkorától kezdve őt is harcosnak nevelték és tanították. Dzsingisz kán fiaként apja azon tervének lett részese, hogy egy világbirodalmat hozzanak létre. Mivel hallgatott hadvezéreire, és jól alkalmazkodott a körülményekhez, figyelemre méltó katonai vezetővé vált. Apjától eltérően módfelett gyakorlati személyiség volt, mindig a cél lebegett szeme előtt. Bár nyilvánvalóan hiányzott belőle apja tehetsége, határozottsága és megbízhatósága miatt Dzsingisz őt értékelte a legtöbbre, és jelölte ki utódjául két bátyjával szemben.

## A nagykáni trónon

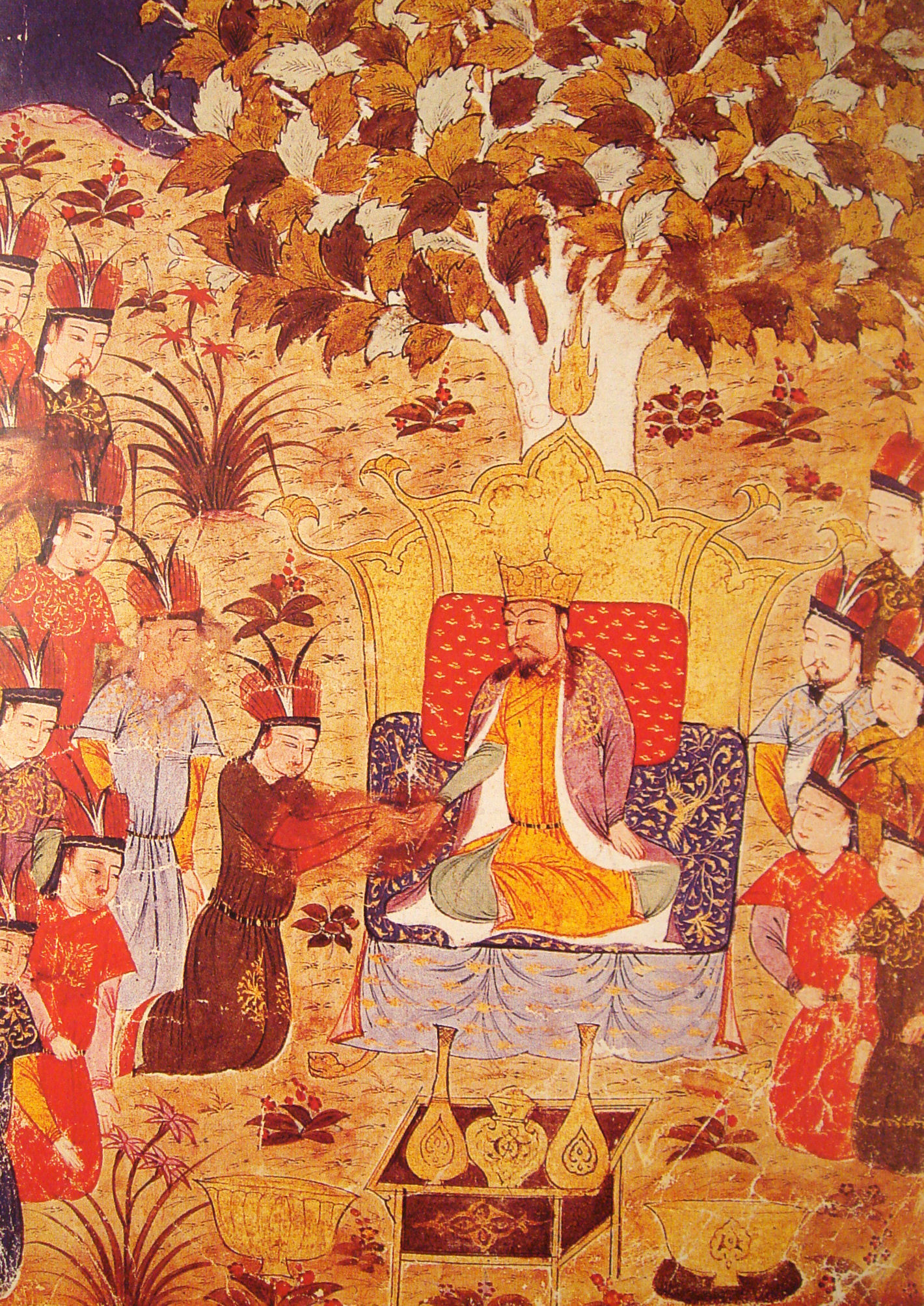
Ögödej mongol nagykán koronázása 1229. szeptember 13-án, apja halála után két évvel a kurultájon

1229-ben választotta nagykánná a kuriltáj (kánválasztó gyűlés), bár az eredmény nem volt kétséges, mivel apja határozott kérése volt, hogy ő vegye át a helyét (Dzsingisz halála után 2 évig testvére, Toluj irányította a birodalmat). Jelentősége részben annak tudható be, hogy sikerült apja nyomdokaiba lépve a birodalmat összetartania. Köszönhetően a Dzsingisz által hátrahagyott szervezettségnek és Ögödej személyes karizmájának a Mongol Birodalom az ő uralma alatt stabil maradt. Tudatában volt annak, hogy nem ér fel apja parancsnoki és szervezői képességeihez, ezért az általa legalkalmasabbnak tartott eszközöket használta fel arra, hogy a birodalmat azon a szilárd úton tartsa, melyet apja kövezett ki.
Uralma alatt a mongolok legyőzték a dzsürcsi Csin-dinasztiát (1234-ben), elérve és konfliktusba kerülve a Déli Szung-dinasztiával. 1235-ben a kán közvetlen irányításával a mongolok megindítottak egy 45 évig tartó hódító háborút, amely Kína teljes beolvasztásával végződött. Mongol hadak rohanták le Koreát, tartós ellenőrzést építettek ki perzsa területek felett Csormakan vezényletével, és a legjelentősebb lépésként nyugat felé is terjeszkedtek Batu kán vezetése alatt, az orosz sztyeppék leigázásával. Nyugati hódításaik eredményeként meghódítottak majdnem minden orosz területet (Novgorod vazallussá vált), Magyarországot és Lengyelországot. Ögödej fiai, Kadan és Güjük külön-külön támadták Lengyelországot és Erdélyt.
Ögödej engedélyt adott arra, hogy Európa többi részét is meghódítsák egészen a „Nagy-tengerig”, az Atlanti-óceánig, és talán csak halála akadályozta meg az Osztrák Hercegség, a Német-római Birodalom, Franciaország, Kasztília és León (a mai Spanyolország és Portugália) és a többi európai ország lerohanását. Mongol hadak meneteltek Bécs felé, Ausztria és a Német-római Birodalom ellen egy ádáz téli hadjárat elindításaként, mely első hulláma lett volna a nyugat-európai hadjáratnak, mikor Ögödej meghalt. Több történész is úgy véli, csak Ögödej halála vette elejét Európa teljes meghódításának. Az a fölény, ahogy a mongolok legyőzték a lengyeleket Legnicánál, s ahogy megsemmisítették a magyar hadakat a muhi csatában, nem sok jóval kecsegtetett Európa többi országára nézve.
A mongol terjeszkedés az ázsiai földrészen Ögödej vezetésével politikai stabilitást hozott és újra felvirágoztatta a selyemutat, mely az elsődleges kereskedelmi útvonal volt Kelet és Nyugat között.

## Halálának következményei
1241-es halála véget vetett az Európa ellen irányuló mongol inváziónak. A Bécs felé haladó hadvezérek a hír hallatán visszafordultak az Ikh kuriltai miatt, és soha többé nem jutottak már el ilyen távolra nyugatra.
Ögödejt özvegyének, Töregene Hatunnak ötéves kormányzósága után végül fia, Güjük követte a trónon. De Batu kán – az Arany Horda kánja – az orosz területeken sosem fogadta el Güjüköt, aki meghalt, mielőtt szembekerült volna vele. Batu 1255-ben, Möngke kán uralma idején érezte úgy, hogy ismét megrohamozhatja Európát. Az európaiak szerencséjére meghalt, mielőtt tervei végbemehettek volna. Fia akarta folytatni törekvéseit, de ő is meghalt, majd 1258-ban Batu testvére, Berke került az Arany Horda élére. Muszlimként fontosabbnak tartotta, hogy megállítsa unokatestvére Hülegü szentföldi hadjáratát, mint azt, hogy lerohanja Európát. A történészek Ögödej halálának idejére teszik az egyesült Mongol Birodalom hanyatlásának kezdetét, bár Möngke hatalomra lépésével egy időre megállította a belső családi hatalmi harcokat.